# Svensk Mjölk
Svensk Mjölk bildades ursprungligen 1932 under namnet Svenska Mejeriernas Riksförening upa (SMR) som en branschorganisation för svenska mjölkbönder. 

## Bakgrund
Syftet med föreningen var att försöka införa ett prisregleringssystem inom mejeriområdet, vilket uppnåddes i november samma år då riksdagen beslutade att införa en reglering. Denna reglering kvarstod fram till 1991.
När SMR 1998 fusionerade med Svensk Husdjursskötsel bytte föreningen samtidigt namn till Svensk Mjölk.
De sex mejeriföreningarna som ingick i Svensk Mjölk stod för cirka 98 procent[källa behövs] av Sveriges totala mjölkproduktion. I organisationen ingick också Mjölkfrämjandet.
De huvudsakliga verksamhetsområdena var forskning, service och rådgivning till mjölkbönder och opinionsbildning för svensk mjölkproduktion och svenska mjölkprodukter. Organisationen fanns i Stockholm, Eskilstuna, Lund och Uppsala och sysselsatte cirka 100 personer.[källa behövs]
Svensk Mjölk gav ut tidningen Husdjur med en upplaga på 10 800 exemplar, som riktar sig till mjölkföretagare, rådgivare samt tjänstemän inom husdjursorganisation och veterinärer. Idag ges tidningen ut av Växa Sverige.
Under 2014 tog Lantbrukarnas Riksförbund över stora delar av verksamheten inom sin branschavdelning LRF Mjölk. 
Svensk Mjölk ägs (2023) av Norrmejerier, Arla, Falköpings Mejeri, Gäsene mejeri och Skånemejerier (via Skånemejeriers ekonomiska förening) som består av svenska mjölkproducenter. 
Svensk Mjölk ägde tidigare varumärkena Svenskt Smör och Årets kock. 
Svensk Mjölk ägde även ostvarumärkena Herrgård, Präst, Grevé, men dessa ägs sedan år 2020 av Svenska Ostklassiker AB.